# 交響曲第5番 (ニールセン)
交響曲第5番（こうきょうきょくだいごばん, Symfoni Nr.5, op.50、FS.97）は、カール・ニールセンの作曲した6つの交響曲の5番目のものである。この作品は1922年1月15日に完成し、1922年の1月24日にニールセン自身の指揮により初演された。ニールセンの6つの交響曲の中で副題のないのはこの作品を含めて2つだけであり、通常の4楽章の代わりに2つの楽章しかないのはこの作品だけである。
この作品は、第4番に比べて全く無駄がなく高い独創性と質量感を持ち、これはこの作品を古典派やロマン派の交響曲とは異なったものにしている。

## 歴史

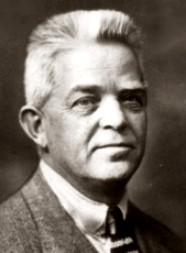
カール・ニールセン

### 作曲
ニールセンが何にインスピレーションを受けて交響曲第5番を書きはじめたか、いつ彼が書き始めたかを示す書類はないが、一般的にフムレベックで1921年の冬から春にかけて書かれたと考えられている。彼は、1921年2月17日と3月23日の日付のあるエミール・テルマニーへの二通の手紙の中で交響曲第5番の作曲は進んでいないと書いている。しかし、妻のアンネ・マリー・カール・ニールセンへの3月4日の手紙では、第1楽章が完成したと書いている。そして彼は、3月31日には、第1楽章の清書を終え、仕事を中断して休息すると妻に書いている。
ニールセンは、その年の初夏にスカーゲンにある彼の別荘に滞在した。彼は、後に7月の終わりにダムガードの友人の家に移り、合唱曲『フューンの春』（Op.42、FS.96）を作曲した。秋になって初めて、ヨーテボリでの指揮者の仕事の余暇を交響曲第5番の作曲にあてた。
9月3日に彼は妻に「今、私は中断した交響曲の作曲に取り掛かっている」と手紙を書いている。
ニールセンは、スコアの日付によれば1922年の1月15日に、この交響曲のすべての作曲を終えた。彼はこの新しい交響曲を友人のカール・ヨハン・ミヒャエルソンとその妻ヴェラ（Vera and Carl Johan Michaelsen）に捧げている。初演はほんの9日後に、コペンハーゲンの音楽協会の音楽堂で、作曲家自身の指揮により行われた。

### 各国での演奏と受容

#### デンマーク
この交響曲が初演された直後の新聞の評は概してよかった。特に第1楽章が好評だった。アクセル・シェルルフは、アダージョの部分で「夢想が、行為についての夢想に道を譲るのを聞いた。カール・ニールセンはおそらくこれ以上に力強く、美しく、根本的に健康で純粋な音楽を書いたことはない。」と記した。
しかし、批評家たちは第2楽章に対しては、評価をためらっていた。アウグスト・フェルシング（August Felsing）は批評の中で「第2楽章は知的な芸術であり、語っているのは巨匠の声である。しかし、第1楽章で輝いていた芸術における永遠性は、第2楽章では崩れてしまっている。」と語っている。
音楽家たちの意見も分かれていた。長い間ニールセンを支持してきた友人のヴィクトー・ベンディクスは、初演の次の日にニールセンに手紙を書き、「この汚い塹壕の音楽、軽率なインチキ、大衆の顔への鉄拳は、安っぽい映画音楽にしかすぎない。無防備な一般大衆、凡庸な人々の集団は、目新しく心地よいものが好きなので、自分の鼻血のついた拳を愛情をもって舐めかねない」と書いている。

#### ドイツ
同年中にニールセンはヨーテボリのオーケストラでこの交響曲を再び演奏した。彼は1922年12月1日にベルリンでドイツ初演を指揮した。この時の新聞の評は様々であった。『ベルリン・ベルゼン・クーリエ新聞』（Berliner Börsen Courier）のオスカー・ビー（Oscar Bie）は、「2楽章から成る、自然のシーンと弦によるコラールを持つ交響曲第5番はマーラーの手法を思い出させたが、あまり根本的な印象とはいえない。望ましい洞察力と巧みな技術が必ずしも矛盾なく結びついているわけではない。」と述べている。
この交響曲はヴィルヘルム・フルトヴェングラーの手により1927年7月1日、フランクフルトの国際現代音楽協会の世界音楽デーのフェスティバルにおいて再び演奏された。この時は、アダージョのテンポが遅すぎて観衆の受けはあまり良くなかった。彼は後に1927年10月27日にライプツィヒで正しいテンポで演奏している。

#### スウェーデン
イェオリ・シュネーヴォイクトの指揮による1924年1月20日のスウェーデンでの演奏は、完全なスキャンダルを引き起こした。『ベルリンゲステ・ティデンテ』（Berlingske Tidende）紙によれば、観衆の中にはこの作品の新しさを受け入れられなかった者がいたのである。
途中、ドラムが鳴り響き"騒音的な"効果がもたらされる第1楽章において、完全なパニックが起きた。観衆の四分の一がありありと当惑と怒りをあらわにして出口に殺到したのであった。残ったものたちはシッシッという声をたててこの作品をやじった。それに対して指揮者のイェオリ・シュネーヴォイクトはオーケストラに極端な音量で演奏させることで対抗した。このドタバタの全てがニールセンが思いもしなかった方法でこの交響曲のユーモアに満ちたドタバタ芝居的な面をはっきり示したのである。彼の当惑と野蛮さと争いに満ちた現代についての描写と、抑えることのできない苦しみと無知の叫びと、そしてその全ての裏にあるドラムの粗野なリズムは聴衆が逃げ出すとき、ほとんど悪魔のようなユーモアを与えていた。
しかし、1928年12月5日のニールセン指揮のストックホルムでのコンサートの批評を見ると、スウェーデン人たちがこの交響曲を認めたことが分かる。

#### フランス
ニールセンの義理の息子にあたるテルマニーが1926年10月21日のパリのサル・ガヴォーでのフランス初演を行った。

#### イギリス
この交響曲のイギリス初演は作曲から29年が経った1950年、エディンバラ国際フェスティバルにてエリク・トゥクセンが指揮をし、成功させた。

## 解釈
交響曲第5番は、しばしば対象と対立の作品として解釈されてきた。ニールセンはルードヴィッヒ・ドレリス（Ludvig Dolleris）への言葉の中で、「闇と光の隔たり、善と悪との戦い」について、また「夢と行動（Drøm og Daad）」との対立について語っている。
彼は、ヒューゴー・ゼーリグマンに対してはこの交響曲の中の、心の「静（vegerative）」と「動（active）」について語っている。
交響曲第5番の主題は、戦争交響曲であった（ニールセンによりそうであることが確認されている）交響曲第4番「不滅」と同様に、戦いに向き合って生き残るということである。交響曲第5番の効果はより有機的で人間的であり、創造的要素と破壊的要素の衝突である。
著名な指揮者であるサイモン・ラトルは、第4番より第5番のほうがニールセンの戦争交響曲にふさわしいと述べている。
ニールセンはシェルルフとのインタビューで、自分がこの交響曲を作曲していたときは第一次世界大戦の影響を意識していなかったと述べているが、「我々のだれ一人として、戦争の前と同じではいられない。」と付け加えている。実際、「暗黒の中の密やかな力、敏感な力」というモットーが鉛筆書きのスコア原稿の裏表紙に書いてある。ニールセンはこのモットーにおいて、第5番の2つの楽章とその内部にある対照について要約したと考えることもできる。ニールセンはまた、交響曲第5番の第1楽章の「悪」のモチーフの存在について、ドレリスに向けた文章の中でも次のように書いている。
――そして、「悪」のモチーフが木管と弦で割って入る。そしてドラムはますます怒り、攻撃的になる。しかし、自然のテーマが金管で平和に純粋に育っていく。ついに悪が敗北しなければならなくなり、最後の逆襲をしたあとに逃げ出す。そしてその後の部分で慰めに満ちた長調でソロのクラリネットが静かな（無為の、思考のない）自然を表現して、この長大な牧歌の楽章を終える。
この交響曲にニールセンは標題をつけることを避けた。彼はこの交響曲の根本的な考えを、『決してありのままの出来事の、生の記述ではない』と述べている。
また、別の解釈としては、この交響曲に効果的に使われている軍隊調の小太鼓の用法は少年時代のニールセンが家の貧しさのために軍楽隊に入って音楽への渇望を癒していたころの小太鼓の音に対する、成人後の遠い懐旧の念であるとも解釈されている。

## 楽器編成
フルート3（うち1本はピッコロと持ち替え）、オーボエ2、クラリネット2、ファゴット2、ホルン4、トランペット3、トロンボーン3、チューバ、ティンパニ、小太鼓、シンバル、タンブリン、トライアングル、チェレスタ、弦5部

## 演奏時間
約35分である。

## 構成
交響曲第5番は以下の2楽章から成り立っている。
第1楽章は2つの部分から、第2楽章は4つの部分から成り立っている。
1. テンポ・ジュスト - アダージョ・ノン・トロッポ（Tempo giusto - Adagio non troppo）
2. アレグロ - プレスト - アンダンテ・ウン・ポコ・トランクイッロ - アレグロ（Allegro - Presto - Andante un poco tranquillo - Allegro）

シェルルフとのインタビューでニールセンは「交響曲の最初の3楽章を書くのは難しくないが、フィナーレでたいていの作曲家はアイディアが尽きてしまう。」と冗談を言っている。

### 第1楽章
第1楽章はAとCの音を行き来するヴィオラの柔らかい静かな脈動で始まる。4小節の後、初めてバスーンが入ってくる。2つのバスーンの下降する平行五度のスケールの後に、ヴィオラの短い警告を挟んで他の管楽器が順々に入ってくる。テンポ・ジュストの初めは、ロバート・シンプソンの言葉によれば次のようなものである。
宇宙において、まるで相対性原理により時間を次元の一つとして突然認識したように、波のようなヴィオラの音がどこからともなく現れる。時間の経過とともに、影のような多くの姿が現れ始める。まるで、目覚めるときに物がまだはっきり認識できないがぼんやりとそれらが恐ろしいことが分かるように、それらの姿ははっきりしないが、それはさまざまな災厄を引き起こす。
弦のパッセージの後、単純な打楽器のリズムの中で、クラリネットとフルートが「野蛮で破壊的なほど自己主張の強い」メロディを奏で始める。不吉な弦のメロディーは痛々しいほど歪み、崩壊してくる。DとFを繰り返していた低音の動きはF音で途切れたあと、ヴィオラとチェロがC音から始まりG音へ上がろうとするが、G音にたどり着くことができずに、下降する三連音符でC音に戻る。音楽はヴァイオリンのDの音の反復によって消えていく。
アダージョ・ノン・トロッポのト長調の温かい非常に楽観主義的なテーマは、テンポ・ジュストの冷たい風景と対比をなしている。しかし音楽はすぐに、テンポ・ジュストで現れた揺れ動くような要素をもとにした木管楽器の「悪」のモチーフによってかき乱される。音楽は、オーケストラよりも速いテンポ（四分音符♩＝116）の小太鼓によって脅かされる。そのクライマックスにおいて、「まるでどんな犠牲をはらってもオーケストラの進行を止めることを望んでいるかのように」と作曲者が表現した小太鼓奏者へのアドリヴの指示が来る。やがてオーケストラのファンファーレに実際加わる小太鼓によって確認されるように、この壮大なテーマが最後に勝利を収める。クラリネットが孤独に悲しみを続ける。まるで、勝利の裏にいる多くの戦死者を悼むかのようでもあり、あるいは、小太鼓の弱くなっていく音に対する慰めの曲のようでもある。
ニールセンによる小太鼓への指示の言葉は、1950年版のスコアには記されていない。代わりに、リズム用の線譜が書いてあり、数小節後に「アドリブで」という指示がある。

### 第2楽章
第2楽章は「提示部」、速いフーガ、遅いフーガ、コーダの4つの部分から成り立っている。音楽はロ長調で激しく始まり（調号はイ長調）、楽器の間での大きな対立が続くが、遅いフーガで穏やかで雄大なテーマが現れる。曲は変ホ長調の勝利のコーダへ進んでいき、始まりとは全く違った調性で終わる。
この楽章をロバート・シンプソンは、第1楽章の灰塵から立ち上がるものと述べている。イギリスのカール・ニールセン協会の創設者であり会長でもあるジャック・ローソンは、著書の中で次のように述べている。
第2楽章では、アレグロに2つの対照的なフーガが含まれており、聴く者は再生した世界を思い浮かべることになる。最初は穏やかだが、新しい戦いと人を脅かす危険を生み出す世界である。交響曲第5番は、来るべき第二次世界大戦を予兆しているのである。しかし、より謎めいた第2部は、知的な分析をうけつけない（シンプソンは、非常に深い分析を必要とするか、さもなければ逆に、可能な数語で述べるべきだと感じ、第2楽章を分析するのをためらった）。この楽章は、標準的な音楽の認識を越えた、深みや高所へ聞くものを連れていくのである。

## スコアの出版
第5交響曲については3つの版が出版されている。
- ボルプス音楽出版社、1926年。エドウィン・F・カルマス出版社、クラーク・マカリスターの序文付で、1983年3月に復刊。
- スカンジナヴィスク音楽出版社、1950年。エミール・テルマニーとエリク・トゥクセンによる編集。
- カール・ニールセン全集、1997年。ミヒャエル・フェルドソー（Michael Fjeldsøe）による編集。

ニールセンのいつもの出版社であるヴィルヘルム・ハンセン社では交響曲の出版のため満足できるような条件が得られなかったので、ニールセンはこの交響曲を捧げたカール・ヨハン・ミヒャエルソンに頼った。この作品の価値を知る大実業家であったミヒャエルソンは、ボルプス音楽出版社に融資をした。ボルプス音楽出版社は、第5交響曲の初版を発行するという大事業に1926年に取り掛かった。ニールセンはこの作品に対して、彼が予想したより2倍か3倍多い額である2000クローネを受け取った。
1950年にスカンジナヴィスク音楽出版社は、エリク・トゥクセンを中心とした編集による、短いコメントの付いた新しいスコアを出版した。楽器編成や、小節の区切りや、音の動きに修正が加えられた。大きな変更としては、第2楽章の最初のアレグロで調号（3つのシャープ記号）を取り除いたことだった。この改変はニールセンの意図しなかったことであるという理由で何度も批判を受けた。エミール・テルマニーは、トゥクセンの共編者としてこの楽譜に名前が載っているが、トゥクセンがオーケストラの楽譜に「必要」以上に手を入れたとしてトゥクセンを後に締め出した。
1997年のカール・ニールセン全集は、デンマーク王立図書館とヴィルヘルム・ハンセン社との共同作業で作られたものである。この版は、ニールス・マルチン・イェンセンの総編集の下、ボルプス音楽出版社版に基づいている。

## 録音
1997年の時点で、少なくとも27種類以上のCDが入手可能である。ちなみにニールセンは交響曲第5番を5回演奏しているが、彼の演奏のどれも録音されていない。
ギーオウ・フベアとエリク・トゥクセンとトーマス・イェンセンとヤッシャ・ホーレンシュタイン、そしてデンマーク放送交響楽団とエーテボリ交響楽団の、4人の指揮者と2つのオーケストラは作曲者にゆかりがある。
いくつかのレコード会社は、2つの楽章を2つ以上の部分に分けて録音している。例えば、デッカ・レコードはサンフランシスコ交響楽団とのヘルベルト・ブロムシュテットの録音で、第1楽章を2つ、第2楽章を4つのトラックに分けている。一方、他のレコード会社は、2つの楽章をそれぞれ1つのトラックで録音している（例、BBCスコティッシュ交響楽団とのオスモ・ヴァンスカの録音）。
いくつかの録音は、この作品とその希少な様式についての卓越した解釈で有名である。レナード・バーンスタインの録音はこの作品が国際的な名声を博すのに役立った。
- デンマーク放送交響楽団、ギーオウ・フベア、1933年、（ダンコード・レコード）
- デンマーク放送交響楽団、トーマス・イェンセン、1954年、（デッカ・レコード、ダットン・ラボラトリー）
- デンマーク放送交響楽団、エリク・トゥクセン、1955年、ライブ録音、（ダンコード・レコード）
- ニューヨーク・フィルハーモニック、レナード・バーンスタイン、1962年、（CBSソニー）
- サンフランシスコ交響楽団、ヘルベルト・ブロムシュテット、1987年、（デッカ・レコード）
- オーデンセ交響楽団、エドワルド・セーロフ、1993年（コントラプンクト・レコード）
- フィンランド放送交響楽団、ユッカ＝ペッカ・サラステ、1997年（Elatus）

### 本
- Fanning, David (1997). Nielsen: Symphony No. 5. New York: Cambridge University Press. ISBN 0-52144-088-2。
- Lawson, Jack (1997). Carl Nielsen. London: Phaidon Press. ISBN 0-7148-3507-2。
- Simpson, Robert (1989). Carl Nielsen, Symphonist, 1865-1931. USA: Hyperion. ISBN 0-88355-715-0。

### 論文
- Fjeldsøe, Michael (2003). "Organicism and Construction in Nielsen's Symphony No. 5". Carl Nielsen Studies. Copenhagen: The Royal Library. 1: 18–26. doi:10.7146/cns.v1i0.27720. ISSN 1603-3663。

### スコア
- Nielsen, Carl (1950). Telmányi, Emil; Tuxen, Erik (eds.). Symfoni no. V, op. 50. Copenhagen: Skandinavisk Musikforlag.
- Nielsen, Carl (1998). Fjeldsøe, Michael (ed.). Symfoni nr. 5, opus 50. The Carl Nielsen Edition, series II, vol. 5. Copenhagen: Hansen. ISBN 87-598-0915-9。